# Zebrias
Genre
Zebrias est un genre de poissons plats toxiques de la famille des Soleidae (les « soles »).

## Liste d'espèces
Selon World Register of Marine Species (17 février 2016) :
- Zebrias altipinnis (Alcock, 1890)
- Zebrias annandalei Talwar & Chakrapany, 1967
- Zebrias cancellatus (McCulloch, 1916)
- Zebrias captivus Randall, 1995
- Zebrias craticula (McCulloch, 1916)
- Zebrias crossolepis Zheng & Chang, 1965
- Zebrias fasciatus (Basilewsky, 1855)
- Zebrias keralensis Joglekar, 1976
- Zebrias lucapensis Seigel & Adamson, 1985
- Zebrias maculosus Oommen, 1977
- Zebrias munroi (Whitley, 1966)
- Zebrias penescalaris Gomon, 1987
- Zebrias quagga (Kaup, 1858)
- Zebrias regani (Gilchrist, 1906)
- Zebrias scalaris Gomon, 1987
- Zebrias synapturoides (Jenkins, 1910)
- Zebrias zebra (Bloch, 1787)
- Zebrias zebrinus (Temminck & Schlegel, 1846)

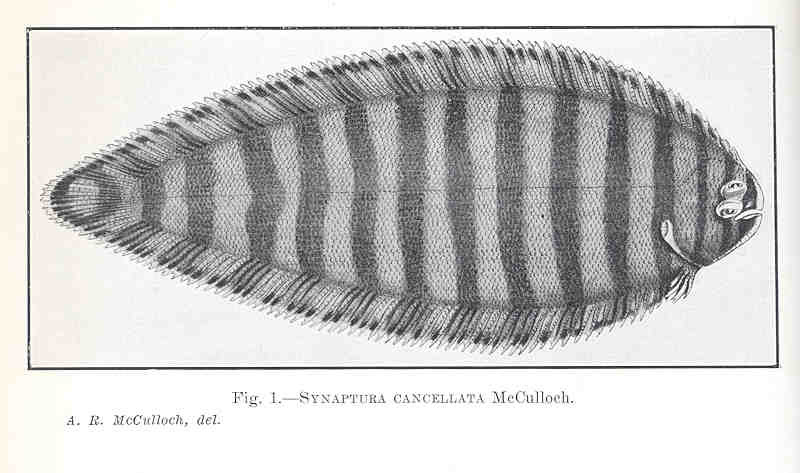
Zebrias cancellatus
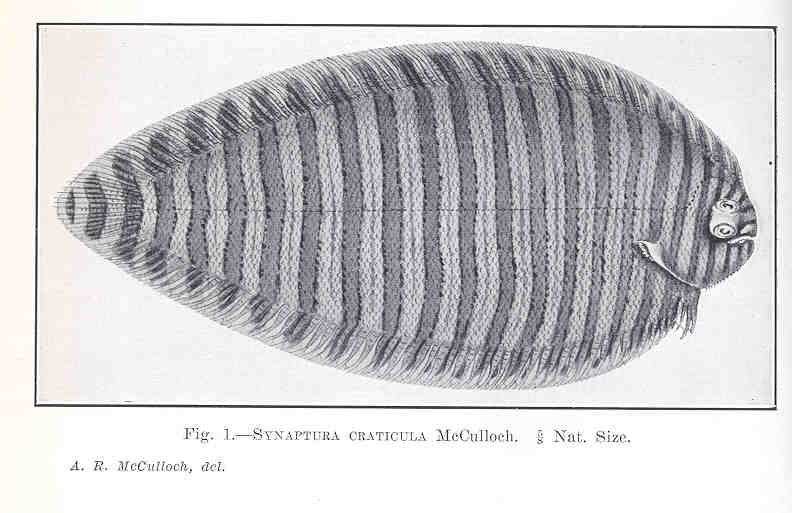
Zebrias craticula
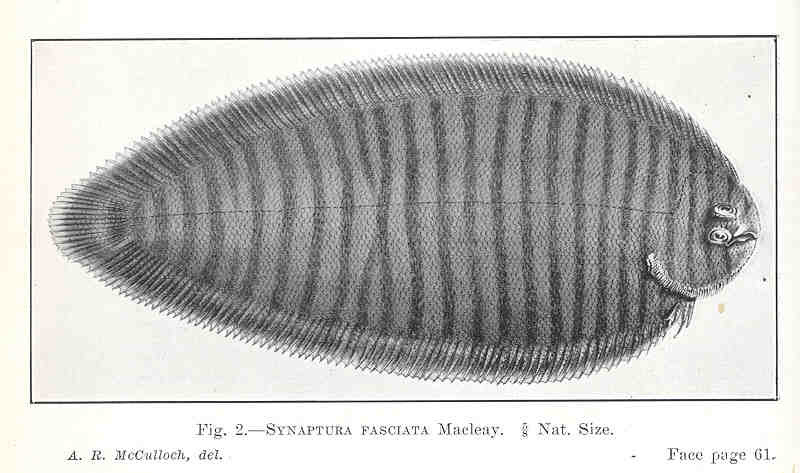
Zebrias scalaris
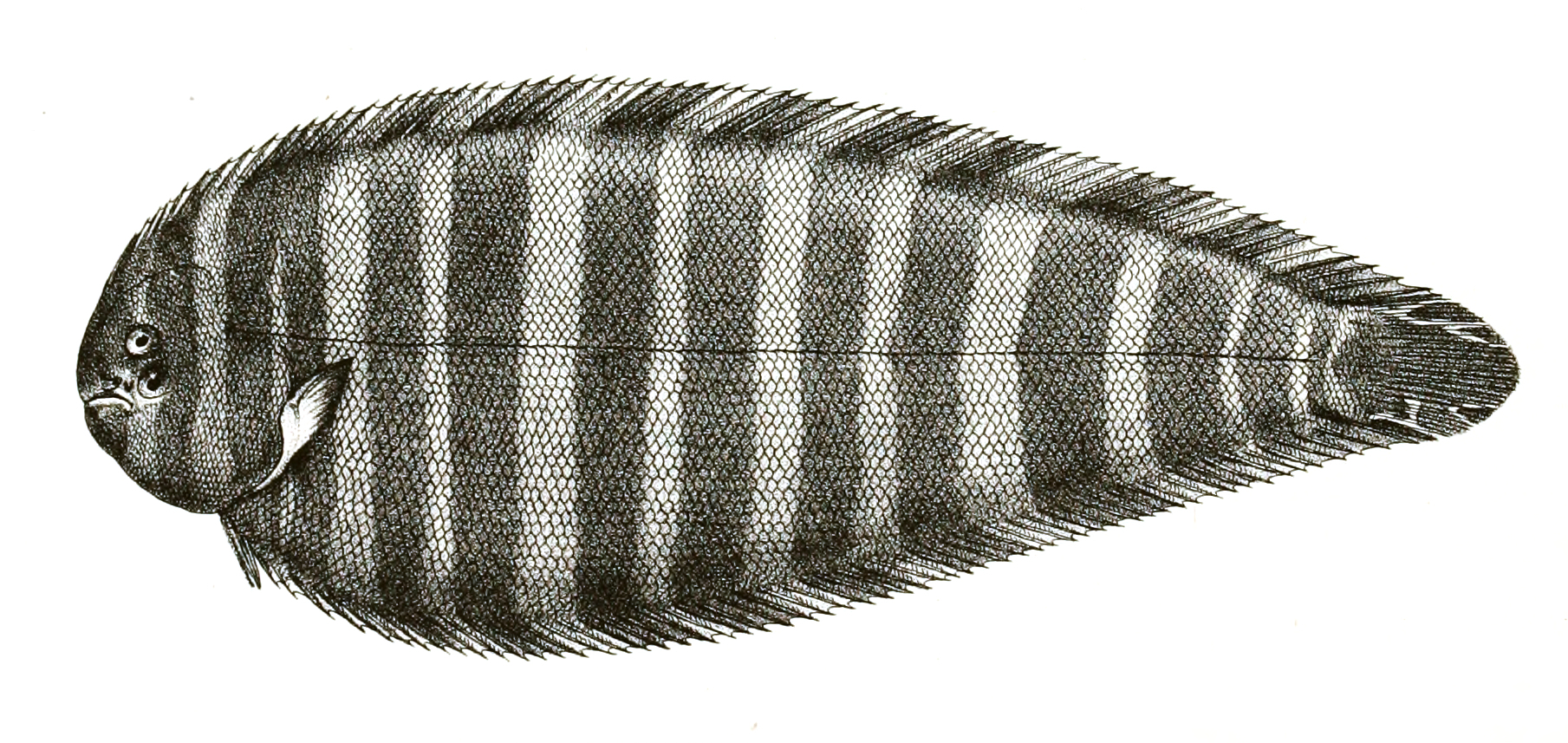
Zebrias zebra